# Stridulum II
Stridulum II é o segundo álbum de Zola Jesus foi lançado no dia 23 de Agosto de 2010. E foi seu primeiro álbum a ser lançado no UK o álbum é uma extensão de seu EP Stridulum. Ele foi lançado pela Sacred Bones Records As faixas adicionais são: Tower, Sea Talk e Lightsick. Seu single foi Sea Talk.

## Faixas
Todas as faixas escritas e compostas por Zola Jesus. 
| N.º | Título             | Duração |  |
| 1.  | "Night"            | 3:38    |  |
| 2.  | "Trust Me"         | 2:02    |  |
| 3.  | "I Can't Stand"    | 4:12    |  |
| 4.  | "Stridulum"        | 4:20    |  |
| 5.  | "Run Me Out"       | 3:19    |  |
| 6.  | "Manifest Destiny" | 3:19    |  |
| 7.  | "Tower"            | 3:59    |  |
| 8.  | "Sea Talk"         | 5:03    |  |
| 9.  | "Lightsick"        | 4:11    |  |